# Посольство Украины в Словакии
Посольство Украины в Словакии (укр. Посольство України в Словаччині) — дипломатическое представительство Украины в Словакии, расположенное в столице Словакии городе Братиславе.

## Задачи посольства
Основная задача посольства Украины в Братиславе представлять интересы Украины, способствовать развитию политических, экономических, культурных, научных и других связей, а также защищать права и интересы граждан и юридических лиц Украины, которые находятся на территории Словакии.
Посольство способствует развитию межгосударственных отношений между Украиной и Словакией на всех уровнях, с целью обеспечения гармоничного развития взаимных отношений, а также сотрудничества по вопросам, представляющим взаимный интерес. Посольство выполняет также консульские функции.

## История развития дипломатических отношений
Украина одной из первых стран мира 1 января 1993 года признала государственную независимость Словацкой Республики. При этом, в соответствии с принципом правопреемства, а также учитывая соответствующие договорённости сторон, на сегодня официальной датой установления дипломатических отношений считается 9 июня 1934 года.

## Главы дипломатических миссий Украины в Словакии
- Лубкивский, Роман Марьянович (6 марта 1992 — 1993)[2]
- Сардачук, Пётр Данилович (30 июля 1993 — 28 декабря 1994)[3][4]
- Павлычко, Дмитрий Васильевич (19 октября 1995 — 11 мая 1998)[5][6]
- Рылач, Юрий Александрович (14 декабря 1998 — 29 марта 2004)[7][8]
- Устич Сергей Иванович (27 мая 2004 — 21 июня 2005)[9][10]
- Огнивец, Инна Васильевна (30 декабря 2005 — 5 февраля 2010)[11][12]
- Холостенко, Иван Иванович (2010) временный поверенный
- Гаваши, Олег Олодарович (16 сентября 2010 — 3 июня 2016)[13][14]
- Мушка, Юрий Юрьевич (25 ноября 2016 — 24 июня 2022)[15][16]
- Кастран, Мирослав Миронович (с 18 октября 2022)[17]